# Итибубан
Итибубан (яп. 一分判) — денежная единица Японии эпохи сёгуната Токугава. Итибубаны чеканились из золота или серебра, их номинал составлял четверть кобана.
Масса золотого итибубана 1714 года (佐渡一分判金) составляла 4,5 г, он содержал 85,6 % золота и 14,2 % серебра. Серебряный итибубан 1837—1854 годов (итибугин эпохи Тэмпо, 天保一分銀, или «старый итибубан») весил 8,66 г, и содержал примесь золота в 0,21 % и 98,86 % серебра.
Монета номиналом в 2 итибубана (или в 1/2 кобана) называлась нибубан (二分判).

## Изображения
- Серебряный итибубан.
- Итибубан эпохи Кэйтё
- Итибубан эпохи Кёхо
- Итибубан эпохи Гэмбун
- Итибубан эпохи Бунсэй
- Итибубан эпохи Тэмпо